# Gießener Evangeliar

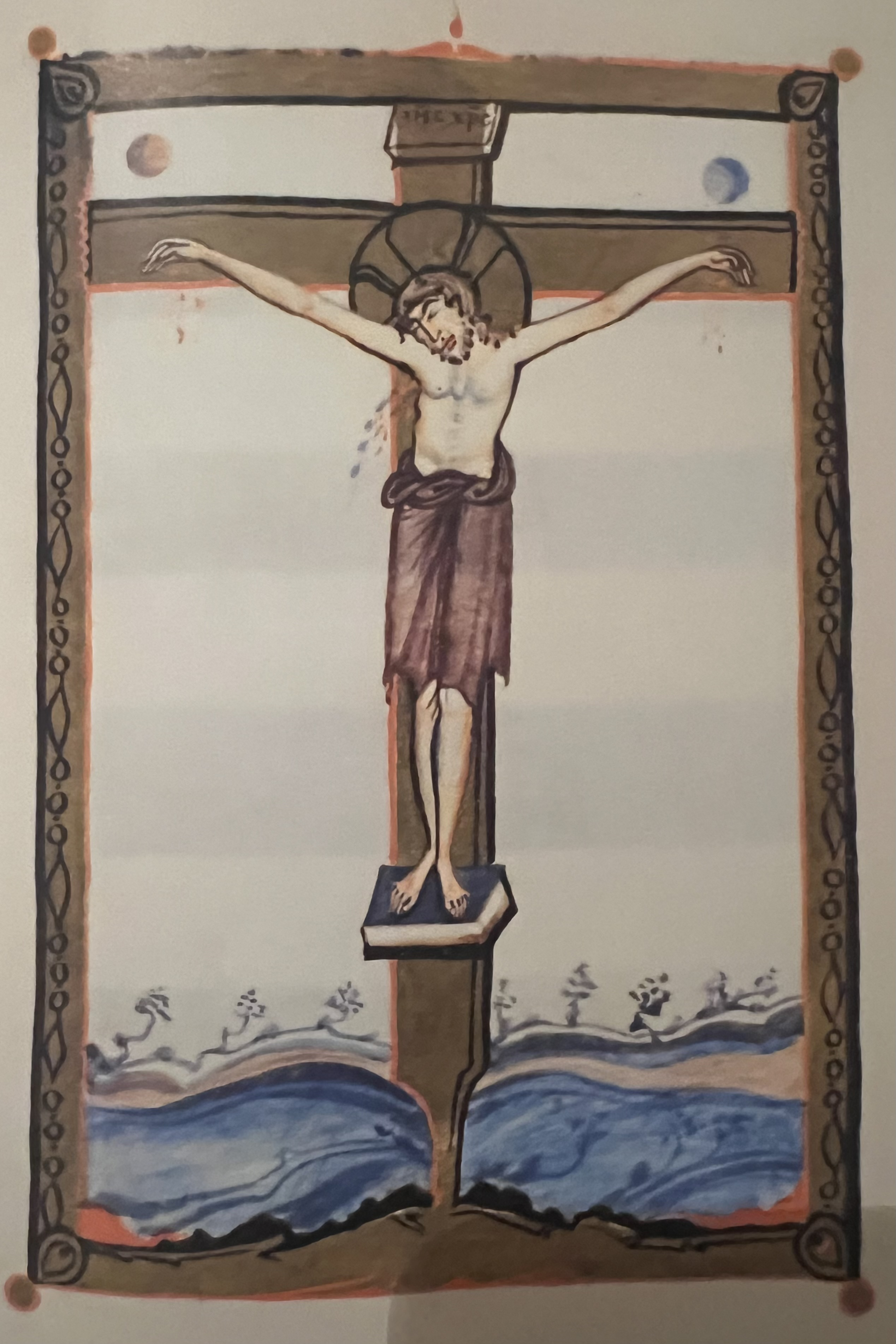
Kreuzigungsbild

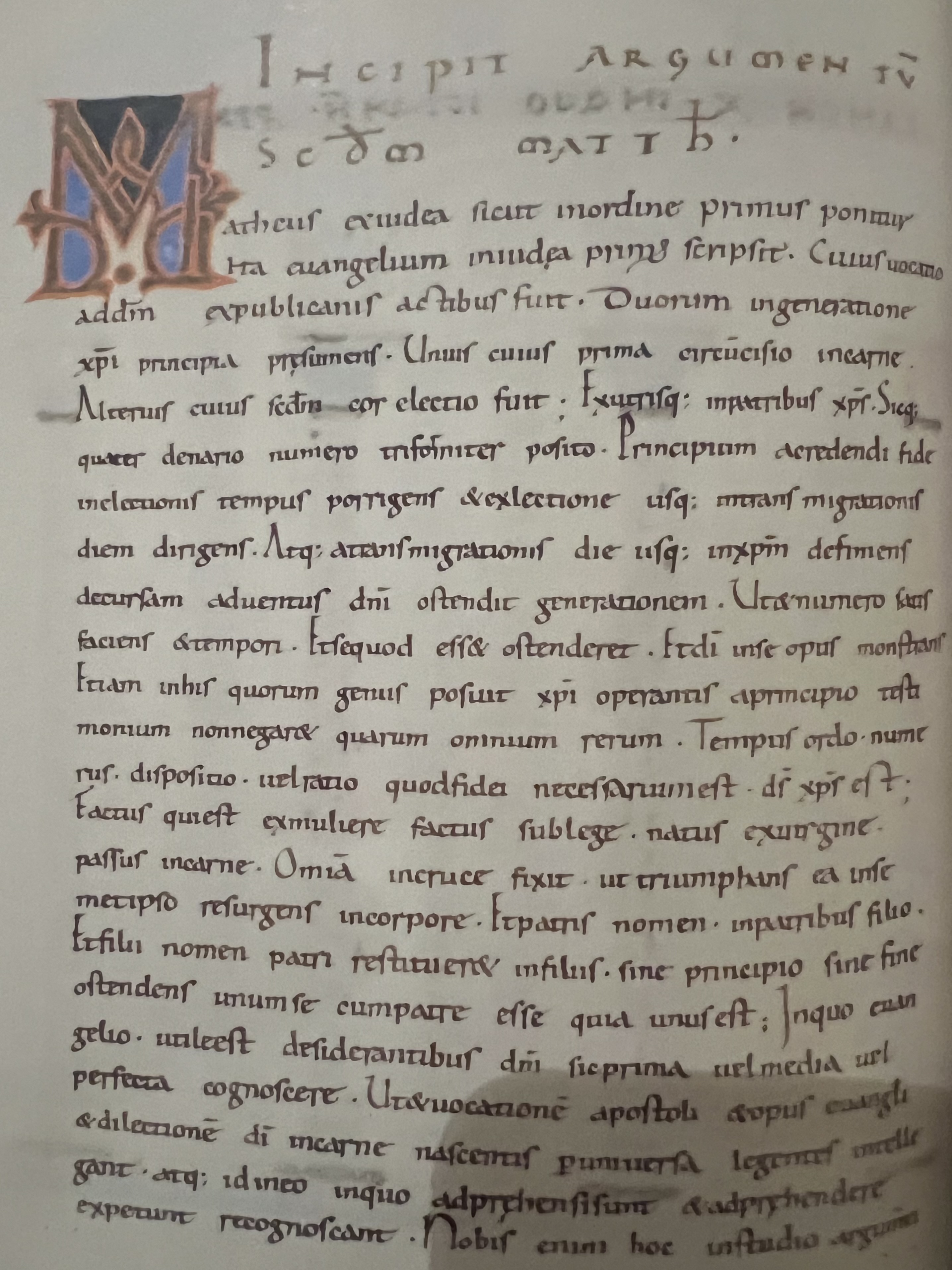

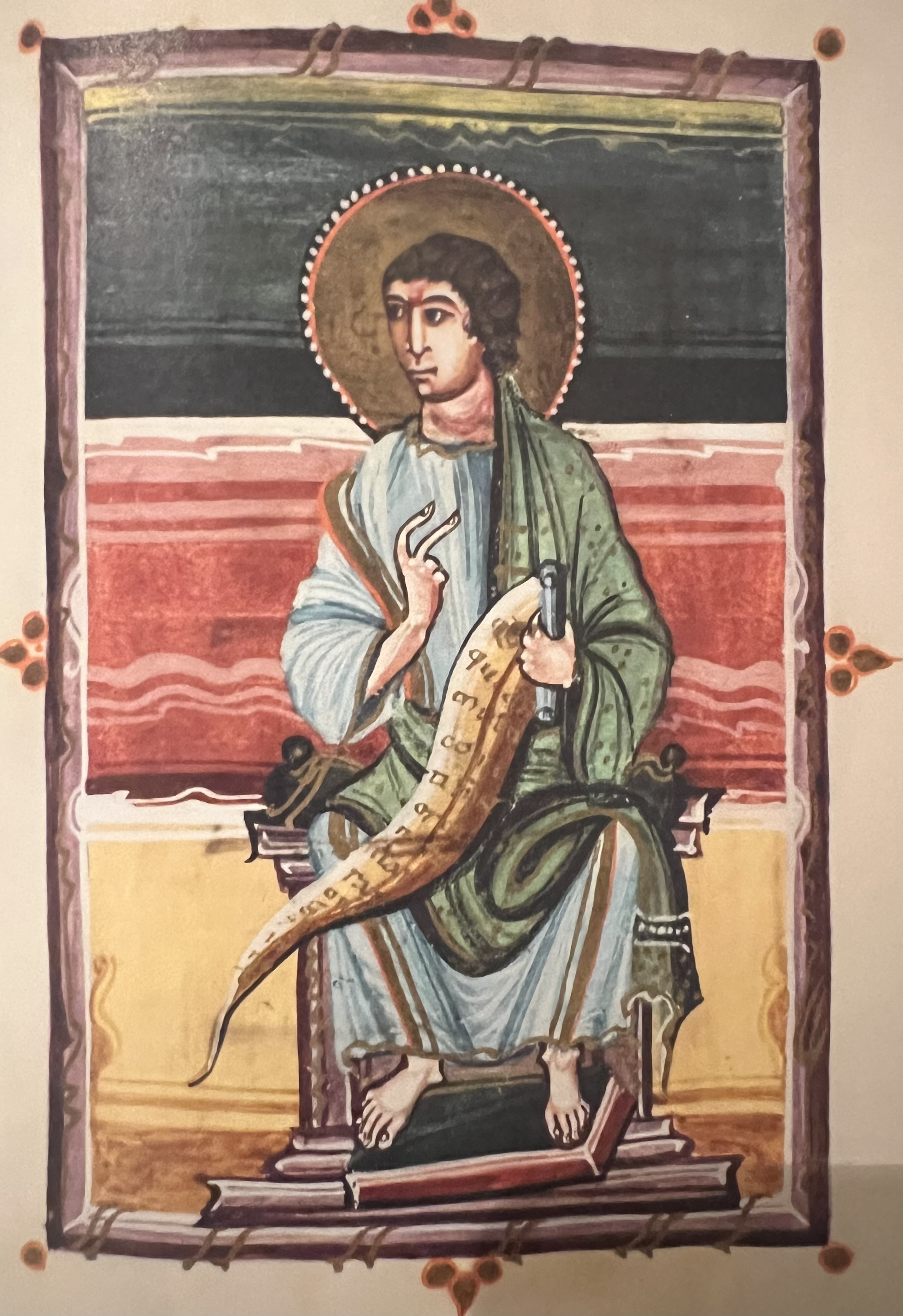
Evangelist Lukas

Das Gießener Evangeliar ist ein Evangelienbuch, das vor 1000, wahrscheinlich um 990, in Köln entstanden ist und seit 1717 in der Universitätsbibliothek Gießen aufbewahrt wird.
Es umfasst 250 einspaltig in karolingischen Minuskeln auf Latein beschriebene Pergamentblätter von etwa 16,6 × 21,2 cm Größe. Es besteht überwiegend aus gleichmäßigen Quaternionen. Das Werk ist in einen Ledereinband mit Pappdeckel aus dem frühen 18. Jahrhundert eingebunden. Die Handschrift ist nicht mehr ganz vollständig. Auf den letzten Seiten ist ein Wasserschaden zu erkennen. Einige Textstellen sind abgerieben und zum Teil später mit neuer Schrift überschrieben. Der Aufbau ist sehr systematisch und zeugt von einer einheitlichen Planung. Das Evangeliar enthält die vier kanonischen Evangelien, Vorreden, Kapitelübersichten und ein Verzeichnis der zu lesenden Abschnitte im Verlauf des Kirchenjahres. Die durchgängige Aufwertung des Explicit als Textzierseite, gegenüber den Evangelisten, ist ungewöhnlich. Die Evangelistenbilder sind in Details derart verschieden, dass auf unterschiedliche Maler geschlossen werden kann. Auf die Evangelistensymbole wird verzichtet, typisch für Kölner Handschriften des 10. und 11. Jahrhunderts. Auch die Umkehrperspektive findet, vor allem in den Suppedanien, Anwendung. Die Maiestas Domini auf Blatt 4 zeigt in einem giebelüberkronten Bildfeld Christus in der Mandorla thronend, die linke Hand zum Segen, die Rechte auf dem Buch des Lebens. Seine Füße stehen auf einem Suppedaneum. Der große Nimbus enthält die Buchstaben oder Zahlen LVX (Lux? = Licht). Er wird umrahmt von den vier Evangelistensymbolen. Die Namen der Evangelisten stehen in Abkürzungen dabei. Die Kanontafeln zeigen einen Bogentypus mit überhöhtem Giebel, der als Erfindung der Kölner Buchmalerei gilt. Die Textzierseiten am Anfang der Evangelien haben mehrfach gerahmte Initialkörper nach einheitlicher Vorlage. Mit geschlossenen Augen, braunem Bart, langen Haaren und gesunkenem Haupt ist Christus an einem goldenen Einsteckkreuz, auch auf einem Suppedaneum stehend, von goldenem Rahmen umgeben auf Blatt 188r abgebildet. Das Kreuz steckt in dem als Hügel angedeuteten Golgothafelsen. Die beiden Scheiben in Rot und Blau über dem Kreuzbalken sind wohl Sonne und Mond. Bekleidet ist der Gekreuzigte mit einem grauvioletten knielangen Lendenschurz. In den Farben Rot und Blau spritzen Blut und Wasser aus der Seitenwunde. Rot läuft das Blut auch aus den beiden Handwunden. Im Unterschied zu den meisten Kreuzigungsbildern ist hier Christus ohne Begleitpersonen, häufig sind das: Maria und Johannes, dargestellt. Blatt 12r hat in der Mitte die verzierte Inschrift: Liber Generationis. Des Weiteren sind in einem Goldrahmen vier Medaillons abgebildet. Es sind die Büsten dreier Erzbischöfe mit Pallium und eines weltlichen Herrschers, alle bisher unidentifiziert. Zeit, Umstände und Darstellungsweise lassen vermuten, dass es sich bei den Dargestellten um Kaiser Otto III. (amt. 980–1002, vergl.: Kaiserbild im  Evangeliar Ottos III.) sowie die Erzbischöfe von Köln, Mainz und Trier handeln könnte. Zur Entstehungszeit des Evangeliars bzw. der Regierungszeit Otto des III. amtierte in Mainz Erzbischof Willigis, in Trier Egbert bis 993, dann Ludolf und in Köln die Erzbischöfe Warin bis 985, Everger bis 999, dann Heribert bis 1021.